# سرية الضحاك بن سفيان الكلابي
سرية الضحاك بن سفيان الكلابي إلى بني كلاب في شهر ربيع الأول سنة 9 هـ، إذ بعث النبي محمد جيشًا إلى «القرطاء» عليهم الضحاك بن سفيان الكلابي ومعه الأصيد بن سلمة بن قرط، فلقوهم، فدعوهم إلى الإسلام فأبوا، فقاتلوهم فهزموهم. فلحق الأصيد أباه سلمة وسلمة على فرس له في غدير بالزج، فدعا أباه إلى الإسلام وأعطاه الأمان، فسبه وسب دينه، فضرب الأصيد عرقوبي فرس أبيه، فلما وقع الفرس على عرقوبيه ارتكز سلمة على رمحه في الماء ثم استمسك به حتى جاءه أحدهم فقتله، ولم يقتله ابنه.